# Shun Hing Square
Shun Hing Square é um arranha-céu localizado em Shenzhen, China, completado em 1996. Projetado por K.Y. Cheung Design Associates, tem uma altura estrutural de 384 metros e 69 andares. Até julho de 2019, é o 15. º maior da China e o 31.º mais alto do mundo.